# Női 10 000 méteres síkfutás a 2023-as atlétikai világbajnokságon
A 2023-as atlétikai világbajnokságon a női 10 000 méteres síkfutás döntőjét augusztus 19-én rendezték meg Budapesten, a Nemzeti Atlétikai Központban.
Hármas etióp siker született a versenyen, a világbajnok Gudaf Tsegay lett.

## Rekordok
A versenyt megelőzően a következő rekordok voltak érvényben:
| Világrekord         | Letesenbet Gidey (ETH) | 29:01,03 | Hengelo, Hollandia    | 2021. június 8.     |
| Világbajnoki rekord | Berhane Adere (ETH)    | 30:04,18 | Párizs, Franciaország | 2003. augusztus 23. |

## Verseny
A mezőnyben legfőbb esélyesnek a két korábbi világbajnok Sifan Hassan és Letesenbet Gidey, valamint az eddig főleg 1500 és 5000 méteren eredményes Gudaf Tsegay számított. Hassan aznap délelőtt az 1500 méteres táv előfutamain vett részt. Tsegay életében mindössze harmadszor állt rajthoz ezen a távon.
A versenyt visszafogott tempóban kezdték a futók. Az etióp futók a boly közepén, Hassan pedig a mezőny legvégén haladt az első körökben. A táv második felében állt élre a három etióp futó, egymást váltva, fokozódó tempóban vezették a mezőnyt, aminek köszönhetően néhányan leszakadtak az élbolytól. Hassan tartotta a lépést, de továbbra is a vezető csoport legvégén futott. Az utolsó két körre tizenegy futó alkotta az élen álló csoportot. Hassan 500 méterrel a cél előtt kezdett előzésekbe, az élen a világcsúcstartó Gidey állt egészen 250 méterig, amikor Hassan vette át a vezetést. Hassan sebességét csak a három etióp futó tudta tartani egy ideig. Az utolsó 100 méterre fordulva már látszott, hogy Tsegay-jal fognak vívni az aranyéremért. Tsegay az utolsó egyenesben előzésbe kezdett, fej fej mellett haladtak, amikor 20 méterrel a vége előtt Hassan elesett, így Tsegay egyedül futott át a célvonalon. Mögötte a másik két etióp ért célba Gidey, Taye sorrendben. A célbaérkezés után Gidey visszasétállt Hassanhoz és együtt sétált be vele a célba, aki végül a 11. helyen végzett.

## Eredmények
Az időeredmények perc:másodpercben értendők. A rövidítések jelentése a következő:
| - WR: világrekord - CR: világbajnoki rekord - NR: országos rekord - PB: egyéni legjobb eredménye | - SB: 2023-ban az addigi legjobb eredménye - DNS: nem indult a futamon - DNF: nem ért célba - DQ: kizárták |

### Végeredmény
| H   | Név                         | Nemzet           | E        | Mj  |
| --- | --------------------------- | ---------------- | -------- | --- |
| 1   | Gudaf Tsegay                | Etiópia          | 31:27,18 |     |
| 2   | Letesenbet Gidey            | Etiópia          | 31:28,16 | SB  |
| 3   | Ejgayehu Taye               | Etiópia          | 31:28,31 |     |
| 4.  | Irine Jepchumba Kimais      | Kenya            | 31:32,19 | SB  |
| 5.  | Alicia Monson               | Egyesült Államok | 31:32,29 |     |
| 6.  | Agnes Jebet Ngetich         | Kenya            | 31:34,83 | PB  |
| 7.  | Hironaka Ririka             | Japán            | 31:35,12 | SB  |
| 8.  | Jessica Warner-Judd         | Nagy-Britannia   | 31:35,38 |     |
| 9.  | Grace Nawowuna              | Kenya            | 31:38,17 |     |
| 10. | Sarah Chelangat             | Uganda           | 31:40,04 | SB  |
| 11. | Sifan Hassan                | Hollandia        | 31:53,35 |     |
| 12. | Elise Cranny                | Egyesült Államok | 31:57,51 | SB  |
| 13. | Diane van Es                | Hollandia        | 32:05,85 |     |
| 14. | Natosha Rogers              | Egyesült Államok | 32:08,05 |     |
| 15. | Camilla Richardsson         | Finnország       | 32:15,74 |     |
| 16. | Stella Chesang              | Uganda           | 32:38,90 | SB  |
| 17. | Lemlem Hailu                | Etiópia          | 32:42,78 |     |
| 18. | Sarah Lahti                 | Svédország       | 33:09,22 | SB  |
| 19. | Luz Mery Rojas              | Peru             | 33:19,61 |     |
| 20. | Gosima Rino                 | Japán            | 33:20,38 |     |
| 21. | Maria Lucineida da Silva    | Brazília         | 35:54,18 |     |
|     | Caroline Chepkoech Kipkirui | Kazahsztán       | DNF      | DNF |